# Gór
Gór è un comune dell'Ungheria di 341 abitanti (dati 2001). È situato nella contea di Vas.